# Aéroport de Kenora
L'aéroport de Kenora, (code IATA : YQK • code OACI : CYQK), est situé près de la ville de Kenora, Ontario, Canada,.